# 田鹤年
田鹤年（1940年6月—），男，江苏启东人，中华人民共和国政治人物，曾任中共中央统战部副部长，第十届全国政协委员。